# 田上奏大
田上 奏大（たのうえ そうた、2002年11月26日 - ）は、大阪府大阪市出身のプロ野球選手（投手・育成選手）。右投左打。福岡ソフトバンクホークス所属。
叔父は元福岡ソフトバンクホークスの田上秀則。

## 経歴

### プロ入り前
小学校2年生のときに「バイキングジュニア」で野球を始め、6年時にはオリックス・バファローズジュニアに選出された。小学校時代は投手兼外野手だった。中学校時代は西成ボーイズでプレーした。
進学した履正社高等学校では1年秋から外野手としてベンチ入りし、2年時には春の甲子園と夏の甲子園に出場。3年夏は故障などもあり、大阪府の独自大会途中から出場機会が減ったものの、背番号8の中堅手として甲子園交流試合に出場した。
高校時代は2年まで外野手であったが、3年時の2020年4月にシート打撃で登板したところ、球速147km/hを記録。その後、6月に投手へ正式に転向し、同年夏の練習試合でストレートの最速が151km/hを計測した。高校時代の公式戦登板経験はなく、本人に曰く練習試合での登板イニングも9-10イニングだけであったと語っている。
大学進学予定であったが、家庭の事情により急遽プロ志望に切り替え、プロ志望届を提出。2020年10月26日に行われたドラフト会議にて、福岡ソフトバンクホークスから5位指名を受け、11月22日に契約金3000万円、年俸550万円（金額は推定）で仮契約を結んだ。背番号は叔父の秀則がソフトバンク在籍時に背負っていた70。背ネームは、同音異字のコーチである田之上慶三郎との混同を避けるため、「S.TANOUE」となった。

### ソフトバンク時代
2021年は公式戦登板がウエスタン・リーグでの1試合・1イニングのみであった。投手としてのキャリアが浅いことから、育成に時間をかけるため、育成での再契約を前提とし、11月25日に支配下契約を行わないことが発表された。12月9日、現状維持となる推定年俸550万円で育成選手として再契約を結んだ。背番号は156。
2022年はオリックス・バファローズとのウエスタン・リーグの開幕投手を務め、5回3安打無失点で勝利投手となるなど、開幕から同リーグで2試合に先発し、2勝0敗・防御率0.90を記録。開幕ローテーションの最有力候補であった田中正義・松本裕樹の離脱、代役で開幕ローテーションに入った杉山一樹の不調、石川柊太の右足首の故障による登録抹消など一軍で先発右腕が不足している事態を受け、4月7日に支配下選手へ復帰することが発表され、背番号は70に戻った。同12日の千葉ロッテマリーンズ戦でプロ初登板初先発。5回2/3を投げ、2安打無失点に抑えるも勝敗は付かなかった。続く4月23日の北海道日本ハムファイターズ戦では1回2/3を2安打5四球2失点の乱調で勝敗は付かず、翌24日に出場選手登録を抹消された。抹消後は一軍登板での緊張と疲労がなかなか取れないことに苦労しながらも、二軍で先発ローテーションを回り、7月23日に開催されたフレッシュオールスターに選出。4番手として登板し、1イニングをわずか5球で三者凡退に抑えた。ただ、同26日に新型コロナウイルスに感染してしまったこともあり、登録抹消後の一軍登板は無くシーズンを終えた。この年は二軍で17試合（14先発）に登板して5勝6敗・防御率3.47、一軍では2試合の先発登板で防御率2.45を記録。オフにはプエルトリコのウインターリーグにも参加し、同リーグでは7試合に登板して2勝3敗・防御率5.56、34イニングで30奪三振という成績であった。帰国後の12月25日に契約更改交渉を行い、50万円増となる推定年俸650万円でサインした。
2023年は2年連続でウエスタン・リーグの開幕投手を務め、5月末までは同リーグで防御率2点台を記録していたが、6月に入るとやや調子を崩し、7月2日の広島東洋カープとの二軍戦では右肘の炎症により、1回0/3で降板。リハビリを経て、9月12日の四軍戦で実戦復帰したものの、この年の一軍登板は無く、二軍でも11試合の登板で4勝5敗・防御率3.55という成績にとどまった。シーズン終了後にはプエルトリコのウインターリーグに2年連続で派遣され、同リーグでは4試合の登板で防御率6.75、6回2/3を投げて11四死球と厳しい結果であった。帰国後の12月14日に契約更改交渉を行い、現状維持となる推定年俸650万円でサインした。
2024年、春季キャンプ第1クールで背中に強い痛みを感じ離脱、複数の病院に通ったところ、背中の骨が溶けて疲労骨折を起こしていたことが判明、免疫系の希少疾患の1つで、成人では100万人に1人とも言われる難病、ランゲルハンス細胞組織球症と診断され、3か月ほどの静養期間を経て寛解し、10月9日、三軍とKBOリーグ・NCダイノスとの練習試合で実戦復帰した。この病気の影響もあり、球団は翌年の支配下契約を解除することを通達。11月17日、再び育成選手として契約した。背番号は157に変更となった。

## 選手としての特徴
高校時代は投手経験が少ないものの、ストレートの最速は151km/hを計測。プロ入り後の最速は155km/h。変化球はカットボール・チェンジアップ・スライダー・ツーシームを投じる。

## 詳細情報

### 年度別投手成績
| 年 度     | 球 団        | 登 板 | 先 発 | 完 投 | 完 封 | 無 四 球 | 勝 利 | 敗 戦 | セ 丨 ブ | ホ 丨 ル ド | 勝 率 | 打 者 | 投 球 回 | 被 安 打 | 被 本 塁 打 | 与 四 球 | 敬 遠 | 与 死 球 | 奪 三 振 | 暴 投 | ボ 丨 ク | 失 点 | 自 責 点 | 防 御 率 | W H I P |
| --------- | ------------ | ----- | ----- | ----- | ----- | -------- | ----- | ----- | -------- | ----------- | ----- | ----- | -------- | -------- | ----------- | -------- | ----- | -------- | -------- | ----- | -------- | ----- | -------- | -------- | ------- |
| 2022      | ソフトバンク | 2     | 2     | 0     | 0     | 0        | 0     | 0     | 0        | 0           | ----  | 31    | 7.1      | 4        | 0           | 6        | 0     | 0        | 2        | 0     | 0        | 2     | 2        | 2.45     | 1.36    |
| 通算：1年 | 通算：1年    | 2     | 2     | 0     | 0     | 0        | 0     | 0     | 0        | 0           | ----  | 31    | 7.1      | 4        | 0           | 6        | 0     | 0        | 2        | 0     | 0        | 2     | 2        | 2.45     | 1.36    |

- 2023年度シーズン終了時

### 年度別守備成績
| 年 度 | 球 団        | 投手  | 投手  | 投手  | 投手  | 投手  | 投手     |
| 年 度 | 球 団        | 試 合 | 刺 殺 | 補 殺 | 失 策 | 併 殺 | 守 備 率 |
| ----- | ------------ | ----- | ----- | ----- | ----- | ----- | -------- |
| 2022  | ソフトバンク | 2     | 1     | 0     | 0     | 0     | 1.000    |
| 通算  | 通算         | 2     | 1     | 0     | 0     | 0     | 1.000    |

- 2023年度シーズン終了時

### 記録
初記録
- 初登板・初先発登板：2022年4月12日、対千葉ロッテマリーンズ4回戦（長崎ビッグNスタジアム）、5回2/3を無失点で勝敗つかず[27]
- 初奪三振：同上、4回表にブランドン・レアードから空振り三振[27]

### 背番号
- 70（2021年[8][12]、2022年4月7日[26] - 2024年）
- 156（2022年[16] - 同年4月6日）
- 157（2025年[47] - ）

### 登場曲
- 「夢」THE BLUE HEARTS（2021年 - ）※同曲は叔父の秀則も、現役時代の登場曲に使用していた[48]。
- 「Fight Together」安室奈美恵（2021年 - ）